# Сояльтепекский масатекский язык
Сояльтепекский масатекский язык (Mazateco de San Miguel Soyaltepec, Mazateco de Temascal, Mazateco del noreste, Soyaltepec Mazatec, Temascal Mazatec) - масатекский язык, на котором говорят на острове Сояльтепек, в городах Сан-Мигель-Сояльтепек, Санта-Мария-Хакатепек муниципалитета Сояльтепек на северо-западе округа Тустепек штата Оахака в Мексике.